# Julio R. Contreras Roqué
Julio Rafael Contreras Roqué (30 de noviembre de 1933 - 18 de mayo de 2017) fue un biólogo argentino especializado en historia de la ciencia, ecología, zoología de Vertebrados y biología evolutiva. Su trabajo dominante fue el seguimiento y reconstrucción de la historia evolutiva de los roedores subterráneos sudamericanos de la familia Ctenomyidae que lo llevaron a realizar campañas expedicionarias por el norte argentino, Bolivia y Paraguay. Además, formó importantes colecciones de vertebrados, la mayoría de los cuales están en el Museo Argentino de Ciencias Naturales.

## Biografía
Realizó una densa actividad como miembro de la Carrera del Investigador Científico del CONICET de la Argentina. Fue docente en los niveles secundario, del Profesorado superior y universitario, esto último en la Universidad Nacional del Comahue, en San Carlos de Bariloche.
Creó el Programa de Biología Básica y Aplicada Subtropical (PROBBAS) dependiente del CONICET con sede en Corrientes que mantuvo como base de operaciones de sus trabajos en la Cuenca del Plata.
Fue profesor de cursos internacionales de Postgrado de la Universidad Carolina, de Sevilla, España. Dirigió Institutos de Investigación Científica en la Argentina, hasta su jubilación, radicándose en el Paraguay, donde recorrió la mayor parte del país durante los últimos 30 años, estudiando su historia natural, su geografía y estructura biótica y social, llegando a describir especies nuevas de la fauna local y a interpretar fenómenos geográficos particulares. Formó parte del núcleo inicial fundador de la Universidad Nacional de Pilar.
Publicó libros y más de 250 contribuciones en revistas especializadas. Desde 1995 es Profesor Investigador de la Universidad Nacional de Pilar y Director del Instituto de Bioecología e Investigación Subtropical “Félix de Azara” (IBIS), de la UNP. Ha dictado cursos sobre filosofía y epistemología de la ciencia. Además ha sido Profesor Extensionista de la Facultad de Humanidades y Ciencias de la Educación. Forma parte como miembro correspondiente de la Academia Paraguaya de la Historia y de la Sociedad Científica del Paraguay y ha sido el responsable paraguayo de un programa especializado del Instituto Panamericano de Geografía e Historia de México. Ha trabajado en historia de la ciencia hispanoamericana, versando sus últimos libros sobre ese tema. Fue el primer americano en recibir el “Premio Internacional Félix de Azara”, en 2008, por la investigación Científica, a través de la Diputación Provincial de Huesca, Aragón, España.
En los años 80 acompañó la preocupación de las ONG dedicadas a la conservación de la naturaleza ante la iniciativa de construir represas de alto impacto ambiental en la Cuenca del Plata. No solo les brindó sus conocimientos y apoyo, sino que llegó a presidir el Capítulo Corrientes de la Fundación Vida Silvestre Argentina. En ese sentido, además de sus dos hijos (Andrés y Yolanda) contribuyó notoriamente en la formación de una generación de naturalistas, conservacionistas, educadores ambientales e historiadores de la ciencia, como Juan Carlos Chebez, Adrián Giacchino, Claudio Bertonatti, Carlos Fernández Balboa, y Horacio Aguilar.
Autor de unos 250 trabajos científicos (entre artículos, monografías y libros) de su especialidad publicados en revistas especializadas de la Argentina y del exterior. Ha participado de investigaciones aplicadas y básicas, presentado comunicaciones y ponencias en innumerables congresos científicos regionales e internacionales, dictado conferencias, organizado y dictado cursos de especialización y de postgrado, participado en asesorías y recibido distinciones por su labor científica. Estando jubilado continuaba su trabajo como "Investigador Adscripto" en el Área de Vertebrados del Museo Argentino de Ciencias Naturales "Bernardino Rivadavia" de Buenos Aires.
En 2012 terminó de publicar una biografía sobre el naturalista y explorador español Félix de Azara en tres tomos para la misma diputación española, siendo considerada la obra erudita más importante de su producción en materia histórica. En el mismo año, la Universidad Maimónides de Buenos Aires, Argentina, le otorgó el doctorado Honoris Causa y en marzo de 2013 ha recibido el mismo título de la Universidad Nacional de Pilar.
Curiosamente, falleció un 18 de mayo, coincidiendo con el natalicio de su admirado naturalista Félix de Azara a quien dedicó gran parte de su vida.
Lo trascienden la Fundación de Historia Natural Félix de Azara, a la que le dio vida, al igual que la revista "Historia Natural", sus "Nótulas Faunísticas", sus colecciones en instituciones científicas de la Argentina y Paraguay, su hija, que lo acompañó en tantas investigaciones de campo y de gabinete, y quien sigue con su labor en el Museo Argentino de Ciencias Naturales "Bernardino Rivadavia y varios de sus discípulos.

## Aportes
Fue pionero en la realización de atlas ornitogeográficos sudamericanos (publicó -junto con sus colaboradores- los de las provincias argentinas de Chaco y Formosa) y deja muchos inéditos. Describió nuevas especies y también se le dedicaron a él otras.
En sus últimos años, además de continuar con sus trabajos ornitológicos y entomológicos, estuvo abocado a desarrollar la historia de la ciencia, a través de biografías dedicadas a Marie François Xavier Bichat, Aimé Bonpland, Guido Boggiani, Elio Massoia y -fundamentalmente- Félix de Azara, de quien fue el mayor referente. Al igual que su hijo, el zoólogo Andrés Oscar Contreras Chialchia -que falleció el 2 de julio de 2013 en Pilar (Paraguay, donde residía), deja numerosos trabajos inéditos. Su esposa, Amalia Chialchia, también bióloga se retiró de la actividad, pero su hija, Yolanda E. Davies continúa desempeñándose como técnica en el Museo Argentino de Ciencias Naturales.
La profundidad y diversidad temática de su erudición lo convirtieron en uno de los más grandes naturalistas y enciclopedistas argentinos. Donó en vida su biblioteca a distintas instituciones, como la Biblioteca Nacional de Paraguay, la biblioteca de la Fundación de Historia Natural Félix de Azara, la Facultad de Humanidades y Ciencias de la Educación de la Universidad Nacional de Pilar, a una escuela de Formosa y a sus discípulos, de acuerdo a sus temas de interés. Además, con su esposa, donaron un inmueble, biblioteca y otros bienes a la Fundación Para la Tierra, de Paraguay.
Describió varias especies nuevas para la ciencia de mamíferos, como los tuco-tucos de Chasicó (Ctenomys chasiquensis) en 1970), de los Paramillos (C. paramilloensis) en 1975, de Guaymallén (C. validus) en 1977, de Chaco (C. argentinus) en 1982, de Bonetto (C. bonettoi) en 1982,  de Yolanda en 1984 (C. yolandae), de Roig (C. roigi) en 1988, de Pilar (C. pilarensis) en 1993 y de Reig (C. osvaldoreigi).  
También dedicaron en su honor un género de pequeños roedores sudamericanos (Juliomys de la familia Cricetidae, integrado actualmente por cuatro especies), una especie de anfibio (Telmatobius contrerasi) y dos subespecies de aves (Geositta cunicularia contrerasi y Cyclarhis gujanensis contrerasi).

## Abreviatura (zoología)
La abreviatura Contreras  se emplea para indicar a Julio R. Contreras Roqué como autoridad en la descripción y taxonomía en zoología.